# Park Joo-hee
Park Joo-hee (박주희?, Bak Ju-huiLR; Corea del Sud, 28 agosto 1987) è un'attrice sudcoreana.

## Filmografia

### Cinema
- Yeonghwa, hangug-eul mannada (영화, 한국을 만나다?), regia di Yoon Tae-yong, Jeon Gye-soo, Moon Seung-wook, Bae Chang-ho, Kim Sung-ho (2009)
- Yeohaeng (여행?) (2009)
- Pamahaneun nal (파마하는 날?), regia di Song Sang-hyun – cortometraggio (2010)
- Jor-eob-yeohaeng (졸업여행?), regia di Park Seon-joo (2012)
- Dongmyeon-ui sonyeo (동면의 소녀?), regia di Yoo Young-sun – cortometraggio (2012)
- Lemon Time (레몬타임?), regia di Im Dae-young – cortometraggio (2012)
- Nugu-ui ttaldo anin Hae-won (누구의 딸도 아닌 해원?), regia di Hong Sang-soo (2013)
- Uri Sunhi (우리 선희?), regia di Hong Sang-soo (2013)
- Eotteon siseon (어떤 시선?), regia di Park Jung-bum, Min Yong-geun, Lee Sang-chul, Shin A-ga (2013)
- Seoul jip (서울집?), regia di Jo Hyun-hoon – cortometraggio (2013)
- Eor-eumgang (얼음강?), regia di Min Yong-geun (2013)
- Manyeo (마녀?), regia di Yoo Young-sun (2014)
- Seoul yeon-ae (서울연애?), regia di Choi Si-haeng, Lee Woo-jung, Jung Jae-hoon, Kim Tae-yong, Lee Jung-hong, Jung Hyuk-gi, Jo Hyun-chul (2014)
- Geo-in (거인?), regia di Kim Tae-yong (2014)
- Bihaengsonyeo (비행소녀?), regia di Jo Hwi-sang – cortometraggio (2014)
- Miseongnyeon (미성년?), regia di Lee Kyung-sub (2014)
- Man-ir-ui segye (만일의 세계?), regia di Im Dae-hyung (2014)
- Juneun ma-eum (주(酒)는 마음?), regia di Jung Jae-woong (2014)
- Jajeongeo doduk (자전거 도둑?), regia di Min Yong-geun – cortometraggio (2014)
- Gyeongseonghakgyo - Sarajin sonyeodeul (경성학교: 사라진 소녀들?), regia di Lee Hae-young (2015)
- Chi-yog-ilgi (치욕일기?), regia di Lee Eun-jung (2015)
- Seonmi (선미?), regia di Heo Na-yoon – cortometraggio (2015)
- Soju-wa icecream (소주와 아이스크림?, Soju-wa a-iseukeurimLR), regia di Lee Kwang-gook (2015)
- Shelter (쉘터?, SwelteoLR), regia di Im Oh-jung – cortometraggio (2015)
- Siseon sa-i (시선 사이?), regia di Choi Ik-hwan, Shin Yeon-sik, Lee Kwang-gook (2016)
- Geotgi-wang (걷기왕?), regia di Baek Seung-hwa (2016)
- Pangtteu (팡뜨?), regia di Yang Jin-yeol – cortometraggio (2016)
- Omoksonyeo (오목소녀?), regia di Baek Seung-hwa (2018)
- Illang - Uomini e lupi (인랑?), regia di Kim Ji-woon (2018)
- Sangnyusahoe (상류사회?), regia di Byun Hyuk (2018)

### Televisione
- Hal su inneun jaga guhara (할 수 있는 자가 구하라?) – serial TV (2012)
- Siljong noir M (실종느와르 M?) – serial TV (2015)
- Good Wife (굿 와이프?) – serial TV (2016)
- Nae-il geudae-wa (내일 그대와?) – serial TV (2017)
- Hwanggeumbit nae insaeng (황금빛 내 인생?) – serial TV (2017)
- Oneur-ui tamjeong (오늘의 탐정?) – serial TV (2018)
- Mir-eoseo gam-ok haeje (밀어서 감옥 해제?), regia di Hong Hye-yi – film TV (2018)
- Happiness – serie TV, 12 episodi (2021)

## Riconoscimenti
- Busan International Short Film Festival
  - 2013 – Premio alla recitazione per Seoul jip

- Mise-en-scene Short Film Festival
  - 2014 – Premio speciale della giuria alla recitazione per Man-ir-ui segye

- Seoul International Love Film Festival
  - 2015 – Premio alla recitazione per Jajeongeo doduk

- KGold Award
  - 2017 – Premio miglior donna dal direttore della fotografia per Geotgi-wang